# Mario de las Casas
Mario Félix de las Casas Dulanto (Lima, 12 de agosto de 1905-Callao, 10 de octubre de 2002) fue un futbolista, director técnico y abogado peruano. Jugaba en la posición de defensa. También fue entrenador, presidente y uno de los fundadores del Club Universitario de Deportes.

## Trayectoria
Debutó en el Campeonato Peruano de Fútbol a los catorce años de edad. Jugó el primer clásico del fútbol peruano, colaborando en la obtención del primer campeonato de Universitario de Deportes en 1929. 
El 9 de junio del año 1929, marcó el gol de penal con el Universitario venció en su primer amistoso internacional frente a Defensor de Uruguay.
En 1926, con un grupo de dirigentes de varios clubes, formó la Federación Peruana de Basketball, siendo luego su primer presidente. También fue uno de los fundadores del Círculo de Periodistas Deportivos del Perú. Además del fútbol, practicó otros deportes como baloncesto, gimnasia, bowling, atletismo y waterpolo, siendo también torero.

## Selección nacional
Fue internacional con la selección de fútbol del Perú. Fue convocado por el entrenador Francisco Bru para participar en la Copa Mundial de Fútbol de 1930 disputada en Uruguay, siendo eliminados en la primera fase tras no conseguir victorias. También formó parte de las plantillas que participaron en el Campeonato Sudamericano 1929 y en el Campeonato Sudamericano 1935, donde el seleccionado peruano ocupó el cuarto y tercer lugar respectivamente.

### Participaciones en Copas del Mundo
| Mundial                        | Sede    | Resultado    |
| ------------------------------ | ------- | ------------ |
| Copa Mundial de Fútbol de 1930 | Uruguay | Primera fase |

### Participaciones en el Campeonato Sudamericano
| Campeonato                   | Sede      | Resultado    |
| ---------------------------- | --------- | ------------ |
| Campeonato Sudamericano 1929 | Argentina | Cuarto lugar |
| Campeonato Sudamericano 1935 | Perú      | Tercer lugar |

## Clubes

### Como futbolista
| Club                          | País | Año       |
| ----------------------------- | ---- | --------- |
| Sportivo Tarapacá Ferrocarril | Perú | 1919-1921 |
| Universitario de Deportes     | Perú | 1928-1929 |
| Lawn Tennis                   | Perú | 1930-1931 |
| Atlético Chalaco              | Perú | 1932-1935 |

### Como entrenador
| Club                      | País | Año       |
| ------------------------- | ---- | --------- |
| Universitario de Deportes | Perú | 1927-1928 |
| Universitario de Deportes | Perú | 1930      |

## Palmarés

### Como futbolista

#### Campeonatos nacionales
| Título                       | Club                      | País | Año  |
| ---------------------------- | ------------------------- | ---- | ---- |
| Campeonato Peruano de Fútbol | Universitario de Deportes | Perú | 1929 |